# Алексеевская волость (Лаишевский уезд)
Алексеевская волость (тат.  ئەلەسكى ۋولىٰسىٰ, Ələski vulьsь, Әләски вулысы) — административно-территориальная единица в составе Казанской губернии и Татарской АССР. По состоянию на 1915 год волостное правление и квартира полицейского урядника находились в селении Алексеевское. Упразднена в 1930 году.

## География
На 1910-е годы граничила с Сараловской, Чирповской, Масловской, Анатышской, Бетьковской волостями Лаишевского уезда, Иванаевской, Красноярской волостями Чистопольского уезда, Пичкасской, Левашёвской и Лягушкинской волостями Спасского уезда.

## История
Возникла не позднее 1870 года в составе Лаишевского уезда Казанской губернии и являлась единственной волостью уезда, находившейся южнее Камы. В мае 1920 По декрету «Об Автономной Татарской Социалистической Советской Республике» вошла в состав Татарской АССР, а в июле того же года перечислена в Лаишевский кантон республики.
В июле 1921 перечислена в Чистопольский кантон.
В 1924 году при укрупнении волостей в Татарской АССР к Алексеевской волости присоединены селения Сахаровка, Степная Шентала, Николаевка, Малый Красный Яр, Красный Яр Красноярской волости и селения Байтеряково, Утяковские Выселки Галактионовской волости.

В связи с введением районного деления на всей территории Татарской АССР упразднена в 1930 году, вся территория волости включена в состав Алексеевского района..

## Состав

### Сельсоветы
В начале 1930 года состояла из 16 сельсоветов (Алексеевский, Лебяжинский, Саконский, Остолоповский, Сахаровский, Степно-Шенталинский, Больше-Красноярский, Мало-Красноярский, Фёдоровский, Мокро-Курналинский, Сабакаевский, Бутлеровский, Балахчинский, Мурзихинский, Куськинский, Солонцовский)..